# Кортні Герлі
Кортні Герлі  (англ. Courtney Hurley; нар. 30 вересня 1990) — американська фехтувальниця на шпагах, бронзова призерка (2012 рік) Олімпійських ігор, чемпіонка світу.

## Виступи на Олімпіадах
| Олімпіада           | Дисципліна          | Місце |
| ------------------- | ------------------- | ----- |
| Лондон 2012         | індивідуальна шпага | 22    |
| Лондон 2012         | командна шпага      | 3     |
| Ріо-де-Жанейро 2016 | індивідуальна шпага | 23    |
| Ріо-де-Жанейро 2016 | командна шпага      | 5     |

## Зовнішні посилання
- Кортні Герлі — олімпійська статистика на сайті Sports-Reference.com (англ.) (архівна версія)
- Профіль [Архівовано 30 липня 2018 у Wayback Machine.] на сайті FIE